# Alberto Trotta
Alberto Trotta (Salerno, 23 dicembre 1940 – Salerno, 6 dicembre 1990) è stato un pittore e incisore italiano fra i principali esponenti dell’incisione xilografica, in particolare con il metodo a “legno perso”, del secondo dopoguerra.

## Biografia
Frequenta gli studi all’Istituto d’arte e in seguito all'Accademia di Belle Arti di Napoli, dove ha come insegnante Armando De Stefano.
Terminati gli studi, svolge l’attività di docente di materie tecniche nelle scuole medie e liceo, in varie località della provincia di Salerno e nel capoluogo.
Il tempo libero dall’insegnamento è rivolto, con passione e impegno, all’arte.
Contrae nozze nel 1964 con Giovanna, matrimonio allietato dalla nascita di due figlie. La sua scomparsa, prematura e repentina, avviene a pochi giorni dal compimento del cinquantesimo anno di vita.

## Opera artistica
L’attività artistica iniziata nel 1959, è orientata soprattutto alla pittura e all’acquerello. Nel 1965 abbandona la pittura per dedicarsi alla xilografia, ormai diventata la sua tecnica preferita. Intaglia anche numerose linoleografie, la maggior parte monocromatiche. Dal 1973, alle opere xilografiche stampate con un’unica tinta, seguono quelle monocromatiche pitturate all’acquarello e anche quelle a colori realizzate a più matrici (fino a quattro).
A partire dal 1979 si dedica quasi esclusivamente alla xilografia a legno perso, metodo con il quale nel successivo decennio realizza un significativo corpus di opere.
Già dalle prime xilografie che intaglia a legno perso, impiega una sua personale scelta di questo procedimento che consiste nell’adoperare un’unica tinta, che modifica in più tonalità per ogni passaggio in stampa. Le tinte preferite per queste stampe sono seppia, grigio e grigio-azzurrino.
Rende nota questa caratteristica, che definisce “xilografia tonale monocroma a tavola unica”, attraverso la pubblicazione di un proprio testo, con il quale descrive tutto il processo e fa notare che eseguire molte “battute”, rende la stampa anche gradevole al tatto per lo spessore dell’inchiostro via via accumulato.
La sua opera è per lo più figurativa e i soggetti preferiti, soprattutto nell’opera xilografica a legno perso, sono di genere naturalistico: alberi, fiori, conchiglie, nature morte, farfalle e pesci, paesaggi innevati, qualche ritratto umano.
Ha realizzato una ventina di ex libris a uno o più colori; con le opere a legno perso ha pubblicato varie cartelle, mentre l’attività calcografica rimane quantitativamente meno rilevante.

### Attività espositiva
Già nel 1985 ha al suo attivo oltre centocinquanta partecipazioni a esposizioni collettive, personali e concorsi a premi.
È presente con sue opere alle prestigiose mostre della Xylon internazionale a Winterthur (CH) del 1987, dove presenta due opere a legno perso. e della Xylon italiana 1 a Genova del 1988, dove è citato anche nel catalogo «… o il camaïeu cinquecentesco ottenuto tuttavia con la tecnica della matrice a perdere, nel caso di Trotta: con esiti in assoluto tra i più colti e raffinati della xilografia contemporanea».
Altra importante ed esaustiva esposizione è stata la “retrospettiva”, doveroso e meritato omaggio all’artista da poco scomparso, allestita a Salerno nella Sala S. Lazzaro della Cattedrale.

### Premi e riconoscimenti
Oltre a vari premi minori, ha vinto il primo premio di grafica “Italia Suggestiva” - Milano 1982, il primo premio per l’incisione “Fisciano 82” e il premio Città di Foggia al “XIV Premio Primavera Foggia 82”.